# Aeroporto de Ponta Grossa
O Aeroporto Municipal de Ponta Grossa - Comandante Antonio Amilton Beraldo (IATA: PGZ, ICAO: SBPG), anteriormente conhecido como "Aeroporto Sant'Ana", é um aeródromo público brasileiro, construído e administrado pela Prefeitura do município paranaense de Ponta Grossa, que serve a região dos Campos Gerais.
É um aeródromo de classe G (Golf), que opera voos noturnos e não oferece informações meteorológicas (METAR). A resistência do pavimento da pista de pouso e decolagem é 33/F/C/X/U.

## História

### 1949 – 2003
Inaugurado em 1949, com uma pista de terra, o então chamado Aeroporto Sant'Ana recebeu seu primeiro voo comercial em 1963, com a Real Aerovias operando aviões Douglas DC-3, com capacidade  de 21 a 32 passageiros. Outras cinco companhias operaram rotas para São Paulo e cidades do Paraná, entre as quais a OceanAir Linhas Aéreas, para Cascavel e São Paulo, até 2003.
Em seu auge, no século passado, recebia até duzentos passageiros em seis voos diários.

### 2003 – 2016
De 2003 a 2016 o Aeroporto ficou sem receber voos comerciais regulares, resumindo sua operações à aviação geral e ao Aeroclube de Ponta Grossa.

### 2016 – 2025
No dia 30 de junho de 2016, o Aeroporto de Ponta Grossa foi reinaugurado após uma série de reformas no terminal de passageiros e da pista de pouso e decolagem, com um investimento total de cerca de R$10 milhões. A Azul Linhas Aéreas foi a primeira companhia a operar no local.
Em outubro de 2019, o Instituto de Cartografia Aeronáutica (ICA) esteve no Aeroporto para a confecção de cartas RNAV.
Em dezembro de 2019, o Grupo Especial de Inspeção em Voo (GEIV) realizou aferições para a homologação de voos por intrumentos (IFR), com as aferições referentes ao PAPI e as cartas RNAV.
Em janeiro de 2020 foi realizado o processo licitatório para a elaboração do projeto de  ampliação, contemplando um novo terminal de passageiros, pátio de manobras, taxiway e estacionamento.
Em 10 de janeiro de 2020 a Voepass Linhas Aéreas iniciou voos diretos de Ponta Grossa à Aeroporto de São Paulo-Congonhas e infelizmente graças a pandemia de COVID-19 á Voepass Linhas Aéreas finalizou as operações em 8 de setembro de 2020.
Em 29 de março a Azul Linhas Aéreas Brasileiras decolou seu último voo de Ponta Grossa A Campinas.
Desde então o aeroporto permanece sem voos comerciais.

## Projeto de ampliação

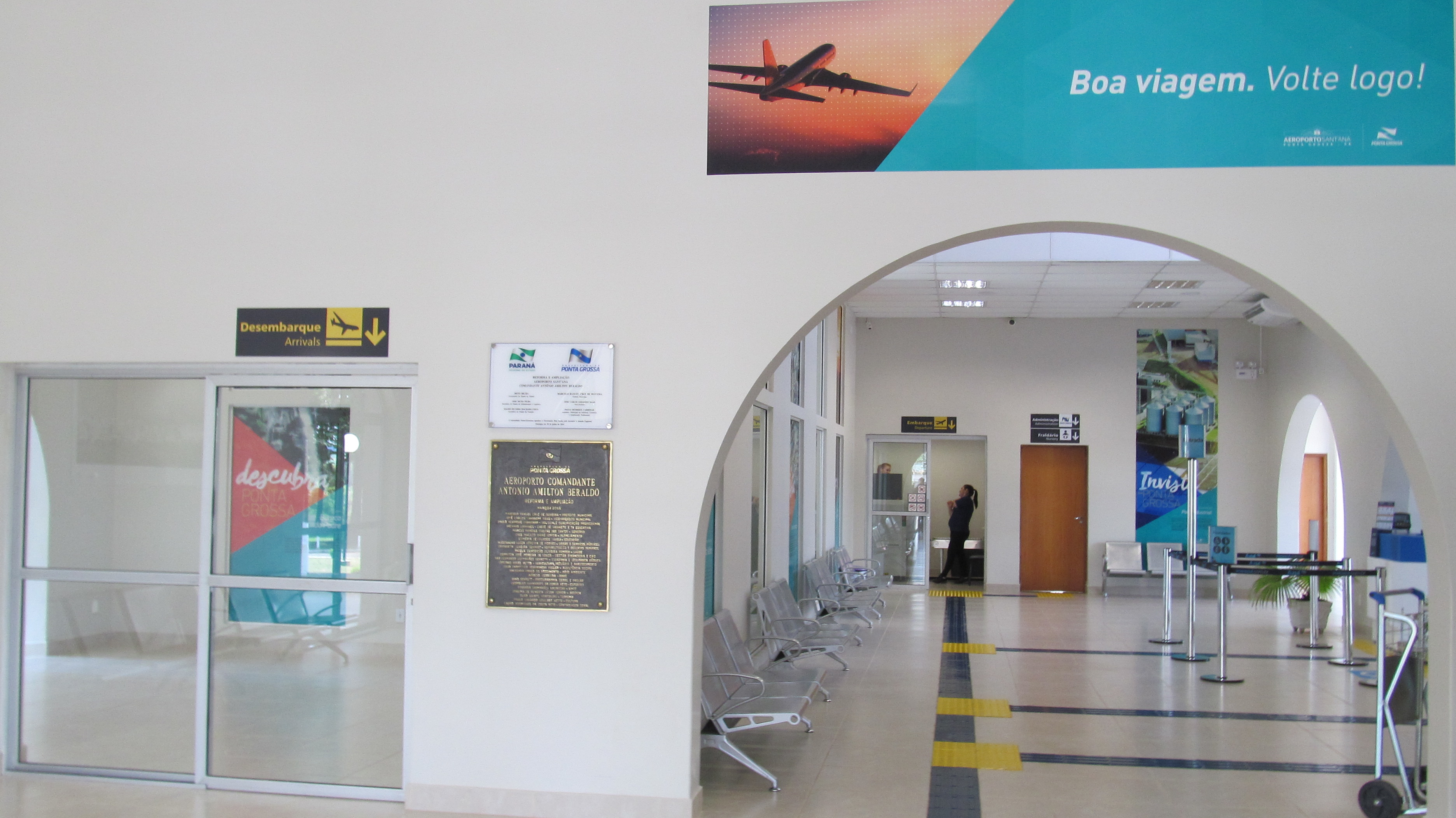
Área interna do Aeroporto de Ponta Grossa, mostrando o check-in e área de embarque/desembarque.

A Prefeitura de Ponta Grossa garantiu um repasse de R$ 35 milhões para um processo licitatório que será utilizado na construção de um novo terminal de passageiros, novo pátio de aeronaves, nova taxiway e novo estacionamento para veículos.

A Secretaria de Estado de Infraestrutura e Logística (SEIL) prevê uma duplicação e um desvio na rodovia PR-151, para que a pista do aeroporto possa ser ampliada em até 600 metros, possibilitando a operação de aeronaves maiores.

## Acidentes e incidentes

### PP-YQS
Em 15 de março de 1961, um Douglas DC-3 da Real Transportes Aéreos transportando carga, partindo de São Paulo com destino a Curitiba, acabou fazendo um desvio para o Aeroporto de Ponta Grossa, por conta de mau tempo. Conforme noticiado, a cerca de cinco quilômetros antes de chegar à pista, o avião explodiu no ar, tendo como possível causa uma faísca elétrica. A tripulação era composta pelo comandante Jozsef Godoy, co-piloto Eugenio Ludovico Wilke, rádio-operador Alcindo Pereira Melo e a comissária Helena Rodrigues de Oliveira, todos acabaram falecendo. Em nota oficial, a Real S.A. relatou que o acidente ocorreu "no momento do pouso, por volta das 2h15".

### PP-YPT
Em 15 de julho de 1966, um Douglas DC-3 da Varig, que partiu de Ponta Grossa tendo como destino Curitiba, realizou um pouso forçado próximo ao município de Campo Largo, levando a perda total da aeronave. Os vinte ocupantes, sendo dezesseis passageiros e quatro tripulantes, sobreviveram ao incidente.